# إسحاق ريدمان
إسحاق ريدمان (بالإنجليزية: Isaac Redman)‏ هو لاعب كرة قدم أمريكية أمريكي، ولد في 10 نوفمبر 1984 في باولسبورو في الولايات المتحدة.

## وصلات خارجية
- إسحاق ريدمان على موقع مرجع كرة القدم المحترفة.كوم (الإنجليزية)